# Zlatko Mojsoski
Zlatko Mojsoski, né le 15 novembre 1981 à Struga, est un joueur macédonien de handball. Il évolue au poste d'ailier en équipe de macédoine et au RK Metalurg Skopje.